# Wildberg, Zürich
Wildberg är en ort och kommun i distriktet Pfäffikon i kantonen Zürich, Schweiz. Kommunen har 1 028 invånare (2023).
I kommunen finns orterna Wildberg, Ehrikon och Schalchen.